# ژائو یینگهوی
ژائو یینگهوی (انگلیسی: Zhao Yinghui؛ زادهٔ ۲۰ اکتبر ۱۹۸۱) تیرانداز زن اهل چین بود. وی در بازی‌های المپیک تابستانی ۲۰۰۰، ۲۰۰۴ و ۲۰۰۸ حضور داشته‌است.